# La Buena Fe
La Buena Fe är en ort i Mexiko.   Den ligger i kommunen Bacalar och delstaten Quintana Roo, i den östra delen av landet, 1 100 km öster om huvudstaden Mexico City. La Buena Fe ligger 33 meter över havet och antalet invånare är 237.
Terrängen runt La Buena Fe är mycket platt. Runt La Buena Fe är det glesbefolkat, med 16 invånare per kvadratkilometer. Närmaste större samhälle är Los Divorciados, 11,7 km nordost om La Buena Fe. I omgivningarna runt La Buena Fe växer i huvudsak städsegrön lövskog.